# Emilie Pine
Emilie Pine, född 1977 i Dublin, är en irländsk författare och docent i modernt drama.

## Biografi
Pine föddes i Dublin. Hon bodde under tonåren i London men återvände till Dublin då hon började sina universitetsstudier. Hon är docent (Associate Professor) i modernt drama  vid University College, Dublin och har skrivit flera akademiska böcker om irländsk kultur och litteratur. Hon har forskat om modern irländsk kultur, med fokus på hur kulturen samspelar med vittnesskildringar, minnen och traumatiska händelser.
Hon har blivit känd för sin bok Allt jag inte kan säga (Notes to Self) som självbiografiskt berättar om infertilitet, alkoholism och medberoende, skilsmässor, våldtäkter, missfall, fattigdom, ätstörningar, kroppsbehåring och skam. Recensenten Josefin Holmström på Svenska Dagbladet skriver "Den här bokens stora behållning är just Pines ärliga blottläggande av de smärtsamma nerver som de flesta av oss försöker undvika att snudda vid. Det här är litteraturens fantastiska sprängkraft, den synliggörande kraften." Hon framhåller att boken "saknar varje tillstymmelse till självömkan – den öppnar snarare en bön om nya öppna samtal, om en radikal (kvinnlig) öppenhet."

## Utmärkelser
- 2019 – Utmärkelsen An Post Irish Book of the Year[4]